# 佐伯浩治
佐伯 浩治（さえき こうじ、1963年3月22日 - ）は、日本の文部科学事務官。文部科学省研究開発局長、国立研究開発法人科学技術振興機構理事等を経て、文部科学省科学技術・学術政策研究所長。

## 人物・経歴
神奈川県出身。神奈川県立湘南高等学校を経て、1985年東京大学工学部都市工学科卒業、科学技術庁入庁。2004年文部科学省研究振興局ライフサイエンス課長。2005年政策研究大学院大学教授。2007年文部科学省科学技術・学術政策局科学技術・学術戦略官。2008年内閣官房内閣参事官（内閣官房副長官補付）。2010年文部科学省研究開発局宇宙開発利用課長。2012年文部科学省大臣官房参事官。2014年文化庁文化部長。2016年内閣府宇宙開発戦略推進事務局審議官。2018年文部科学省研究開発局長。2019年科学技術振興機構理事（総括担当）。2021年文部科学省科学技術・学術政策研究所長。2023年科学技術振興機構参与。
文化庁文化部長在任当時、世界基督教統一神霊協会（統一教会）の世界平和統一家庭連合への名称変更が行われた。当時の文部科学大臣・下村博文衆議院議員によると、文化庁は名称変更について「今回の事例も最終決裁は、当時の文化部長であり、これは通常通りの手続きをしていた」と説明したが、佐伯は取材に対して「私が名称変更を決裁したことは間違いない。大臣報告の際に立ち会ったはずだが、詳しいことは記憶が曖昧なので答えられない。資料や個人的なメモなども手元にない」と話すにとどめている。